# 옐레나 포미나
옐레나 알렉산드로브나 포미나(러시아어: Еле́на Алекса́ндровна Фомина́, 1979년 4월 5일~)는 러시아의 전직 축구 선수이자 현직 축구 감독이다. 선수 시절 포지션은 미드필더였으며, 현재는 이란 여자 대표팀과 로코모티프 모스크바의 감독을 맡고 있다.

## 선수 시절

### 구단 경력
1995년 스파르타크 SKIF 모스크바에서 선수 생활을 시작했다. 2012년 은퇴할 때까지 17년동안 체르타노보 모스크바, VVS 사마라, 라다 톨리야티, 나데즈다 로긴스크, 스파르타크 모스크바, CSP 이즈마일로보 등에서 활동하며 VVS 사마라의 2001 시즌 쳄피오나트 로시 포 푸트볼루 스레디 젠신 우승, 라다 톨리야티의 2002 시즌 러시아 위민스컵 우승, 스파르타크 모스크바의 2006 시즌 쳄피오나트 로시 포 푸트볼루 스레디 젠신 준우승, 2006 시즌 러시아 위민스컵 준우승 등에 기여했다.

### 국가대표팀 경력
1999년 러시아 여자 대표팀에 처음으로 합류했다. 2012년 은퇴할 때까지 국제 A매치 통산 51경기 6골을 기록하며 2회 연속 FIFA 여자 월드컵 8강 진출(1999, 2003)에 기여했으며 UEFA 유럽 여자 축구 선수권 대회에도 2차례(2001, 2009) 참가했다.

## 지도자 경력

### WFC 로시얀카
2013 시즌을 앞두고 WFC 로시얀카의 감독으로 부임했다. 2016 시즌까지 4시즌 동안 감독을 맡았으며 2015 시즌 리그 준우승, 2016 시즌 리그 우승 등을 이끌었다.

### 러시아 여자 대표팀
WFC 로시얀카의 사령탑으로 재직 중이던 2015년 러시아 여자 대표팀의 감독으로 부임한 뒤 2020년까지 역임했다. UEFA 여자 유로 2017 대회 당시에 이탈리아와의 B조 1차전에서 러시아의 여자 유로 대회 사상 첫 승을 이끌어냈다.

### 로코모티프 모스크바
러시아 여자 대표팀 감독을 맡고 있던 2018년에 로코모티프 모스크바의 감독으로 취임했다. 2019 시즌과 2020 시즌 리그 준우승, 2021 시즌 리그 우승, 2022 시즌과 2023 시즌 리그 3위, 러시아 위민스컵 3회 우승(2020, 2021, 2024) 등의 성과들을 이뤘다.

### 이란 여자 대표팀
2024년 무렵 마리암 아즈문의 후임으로 이란 여자 대표팀 감독으로 부임했다. 2012년부터 2014년까지 감독을 맡은 포르투갈 출신 엘레나 코스타 이후 10년만에 부임한 이란 여자 대표팀의 외국인 감독이 되었다.

## 개인사
2010년 임신으로 인해 1년간 축구 선수 생활을 중단했다가 2011년 딸을 출산한 이후에 현역으로 복귀했다.

## 수상

### 클럽 (선수)
VVS 사마라
- 쳄피오나트 로시 포 푸트볼루 스레디 젠신 : 우승 (2001)

라다 톨리야티
- 러시아 위민스컵 : 우승 (2002)

스파르타크 모스크바
- 쳄피오나트 로시 포 푸트볼루 스레디 젠신 : 준우승 (2006)
- 러시아 위민스컵 : 준우승 (2006)

### 클럽 (지도자)
WFC 로시얀카
- 쳄피오나트 로시 포 푸트볼루 스레디 젠신 : 우승 (2016), 준우승 (2015)

로코모티프 모스크바
- 쳄피오나트 로시 포 푸트볼루 스레디 젠신 : 우승 (2021), 준우승 (2019, 2020), 3위 (2022, 2023)
- 러시아 위민스컵 : 우승 (2020, 2021, 2024)

### 기타
- 명예 러시아 체육 명장